# RGW-Auto
Unter dem Namen RGW-Auto wird ein Gemeinschaftsprojekt der DDR und der Tschechoslowakei zum Bau von Pkw bezeichnet. Beide Staaten waren Mitglied im RGW (Rat für gegenseitige Wirtschaftshilfe). Die Fahrzeuge Trabant 601, Wartburg 353 und Škoda 100 sollten durch modern konzipierte Fahrzeuge ersetzt werden. Beteiligt waren die Unternehmen Automobilwerk Eisenach (Wartburg), Sachsenring Automobilwerke Zwickau (Trabant) und AZNP Mladá Boleslav (Škoda). Ungarn sollte als Zulieferer mit einbezogen werden. Die Serienfertigung des ambitionierten Projekts sollte 1978 starten.

## Hintergrund
In beiden Ländern wurde Ende der 1960er festgestellt, dass der lokale Automobilbau technologisch zunehmend gegenüber den westlichen Herstellern zurückfiel. Weiter war beiden Ländern der Export in Nichtsozialistische Wirtschaftsgebiete (NSW) wie Großbritannien wichtig, da sich dadurch Devisen beschaffen ließen. Mit diesen konnten sozialistische Länder vereinfacht Güter wie Spezialmaschinen im NSW beschaffen, die im sozialistischen Raum nicht verfügbar waren.
In der DDR wurden Pkw seinerzeit mit Zweitaktmotor gebaut. Es war abzusehen, dass diese Fahrzeuge zunehmend weniger Abnehmer im NSW fanden. Beispielsweise wurde das Modell Wartburg 353 in Großbritannien wegen neuer Emissionsbestimmungen in den 1970ern nicht zugelassen. 1979 folgte ein Zulassungsverbot im gesamten NSW wegen Nichteinhaltung der notwendigen ECE-Regelungen. Die DDR wollte – und konnte – die notwendigen Investitionen für den Serienbau mit Viertaktmotor nicht aufbringen.
Bei Škoda in der Tschechoslowakei entschied man sich Ende der 1950er wiederum für den Bau von Fahrzeugen mit Heckmotor. Dafür wurde 1964 der Škoda 1000 MB eingeführt. Zur selben Zeit wandten sich westliche Hersteller, abgesehen von Volkswagen, vom Heckmotor ab. Für Škoda war der Heckmotor im Nachhinein eine Sackgasse: Durch die für den 1000 MB neu errichtete Produktionslinie konnten die notwendigen Mittel für die erneute Neuausrichtung nicht aufgebracht werden.
Unabhängig davon war man im RGW an einer zunehmenden wirtschaftlichen Kooperation zwischen den Mitgliedsstaaten interessiert, um eine effiziente Produktion in großen Stückzahlen zu erreichen. Dies war zumindest theoretisch problemlos möglich, da sich die großen Betriebe alle in Volkseigentum oder Staatsbesitz befanden. In der Praxis hingegen blieben die Potentiale der Zusammenarbeit und Fokussierung der Produktion oft ungenutzt. Ein Beispiel erfolgreicher Bemühungen war die weitgehende Standardisierung und Zentralisierung der Produktion größerer Omnibusse bei Ikarus in der Volksrepublik Ungarn. Mit Ikarus gelang auch erfolgreich eine Kooperation mit IFA, die im Midibus Ikarus 211 mündete.

## Entwicklung

### Uneinigkeit über das Fahrzeugkonzept
Ziel war es, eine technische Basis für die Nachfolger von Trabant 601, Wartburg 353 und Škoda 100 gemeinsam zu schaffen und zu produzieren. Die Zusammenarbeit zwischen der DDR und der ČSSR verlief jedoch reibungsvoll, weil unterschiedliche Erfahrungen im Pkw-Bau vorlagen, die sich nicht in einem einheitlichen Fahrzeugkonzept zusammenbringen ließen. So strebten die Entwickler aus der DDR einen Frontantrieb an, während Škoda zwar einen Frontmotor, aber kombiniert mit Hinterradantrieb bevorzugte. Der Streit konnte erst nach längeren Auseinandersetzungen und politischem Eingreifen beigelegt werden, indem man sich auf den folgenden Kompromiss einigte: Die Ingenieure der DDR gaben ihre Forderung nach einem quer eingebauten Frontmotor auf, die ČSSR akzeptierte im Gegenzug den Frontantrieb.

### Kompromisslösung der Umsetzung
Im Folgenden sollte die Arbeitsteilung für den Typ 760 wie folgt aussehen:
- Škoda sollte die Technologie für Viertaktmotoren aus Leichtmetall und Scheibenbremsen einbringen sowie die Hinterachsen produzieren.
- Die Ingenieure der DDR hatten Erfahrung mit Frontantrieben und sollten diesen entwickeln, demzufolge sollten Getriebe, Gelenkwellen, Vorderachsen und die Lenkung von der DDR entwickelt und produziert werden.
- Als Karosserie sollten die Hersteller auf der standardisierten technischen Basis jeweils eigene Variationen herausbringen.
- Darüber hinaus sollten einzelne Baugruppen in Ungarn gefertigt werden.

Langfristig war eine Produktion von 600.000 Fahrzeugen angepeilt, die Hälfte davon sollte Škoda produzieren. Durch die arbeitsteilige Fertigung von Pkw erhoffte man sich eine effizientere Produktionsweise als bei den gegeneinander arbeitenden Unternehmen in der Marktwirtschaft.

### Politisches Scheitern des RGW-Autos ab 1973
Als das Vorhaben ab 1972 in die Praxis umgesetzt werden sollte, zeigten sich bei allen Beteiligten, vor allem jedoch in der DDR, Hürden und Bedenken. In der ČSSR wurde notwendigen Entscheidungen und Verträgen durch die politische Führung nur zögerlich zugestimmt. Ungarn stellte umfangreiche Bedingungen für die Beteiligung. In der DDR gab es vor allem aus Eisenach Widerstand, der aus allgemeinem Unmut über mangelhafte Anerkennung hiesiger Automobilentwicklungen resultierte. Schließlich war es Günter Mittag, der das RGW-Auto mitten im Umsetzungsprozess plötzlich zu Fall brachte und damit auch ganz gezielt die Macht des Politbüros und von sich selbst über den Ministerrat der DDR demonstrierte. Denn die Konzeption des RGW-Autos erfolgte im Auftrag des Ministerpräsidenten Willi Stoph, wobei Mittag vorhandenen Unmut in der Bevölkerung und wirtschaftliche Missstände gezielt für eine Intrige ausnutzte, um Stoph intern zu diskreditieren und das RGW-Auto als Vorhaben des Ministerrats zu Fall zu bringen. Dies verfestigte die Macht Günter Mittags als Person und des Politbüros noch weiter, zum Nachteil eines geschwächten Ministerrats. Bezogen auf das RGW-Auto hatte Mittag mit seiner Intrige erreicht, dass Erich Honecker eine Vorlage im Sinne des Ministerrats pro RGW-Auto im April 1973 als „nicht entscheidungsreif“ bezeichnete. Die Tschechoslowakei erfuhr von diesem Sinneswandel erst spät im Jahr 1974.

### Weitere Umsetzungsprobleme und endgültiges Scheitern
Nach 1973 begann ein weiterer Versuch einer Kooperation mit vereinfachten Bedingungen. Die Tschechoslowakei kehrte zum Konzept Frontmotor mit Hinterradantrieb zurück und baute so diverse Fahrzeuge, woran außer dem Škoda-Stammwerk in Mladá Boleslav die Werke in Kvasiny und Vrchlabí beteiligt waren. In der DDR wurden fortan nur noch Fahrzeuge mit Frontmotor und Frontantrieb entwickelt.
Mit der Entwicklung der zahlreichen Prototypen zeigten sich verschiedene Probleme:
- Es musste zwischen zahlreichen Orten in der DDR und der Tschechoslowakei eine umfangreiche, komplexe Logistik aufgebaut werden, gewünscht war eine Just-in-time-Produktion. Tausende Komponenten müssten auf Güterzüge geladen werden und rechtzeitig ankommen. Die Schienenwege beider Staaten waren aber bereits ausgelastet. Eine Belieferung auf diesen weiten Strecken mit Lastkraftwagen entsprach nicht den volkswirtschaftlichen Erwartungen.
- Weiter bestand nach wie vor ein Investitionsproblem. In den 1970er mussten die Staaten des Verteidigungsbündnisses Warschauer Pakt erhebliche Summen für das Militär aufbringen. Es blieben kaum Gelder für Konsumgüter übrig, was auch Kraftfahrzeuge beinhaltete. Insbesondere die DDR litt unter Geldmangel, so war es ihr nicht einmal möglich die laufende Produktion zu rationalisieren.
- Im Kern konnte das RGW-Projekt von Anfang an nur scheitern, da weder DDR noch Tschechoslowakei entsprechende finanzielle Mittel im Fünfjahresplan für die Serienproduktion der Fahrzeuge einplanten. Notwendig war das Errichten von neuen Werken, da die Werke der DDR häufig noch aus der Vorkriegszeit stammten. Zeitweise entstanden Pläne, die Automobilproduktion in Eisenach (Wartburg) komplett zu stoppen und dort nur noch Getriebe zu bauen. Die Automobilkomplettierung der DDR sollte in Zwickau (Trabant) zentralisiert werden.[3]

Im September 1979 beschlossen beide Staaten, das Projekt zu beenden. Škoda arbeitete nun unabhängig. Bereits 1980 entwickelten die Tschechoslowaken mit 762P eine Kombilimousine mit Frontantrieb. 1981 folgte der Prototyp 781, der ab 1983 zum 1987 vorgestellten Škoda Favorit entwickelt wurde. Dessen konstruktive Qualität war letztendlich der Wegbereiter zur Übernahme Škodas durch den Konzern Volkswagen nach der Samtenen Revolution und Abkehr von der Planwirtschaft. In der DDR hingegen kam es zur völligen Erstarrung im Pkw-Bau, was mit dem persönlichen Wirken Günter Mittags zusammenhängt, der der Massenmotorisierung grundsätzlich ablehnend gegenüberstand. Erst als die Pkw mit Zweitaktmotor sich selbst in sozialistische Staaten nicht mehr gut exportieren ließen, schloss Mittag zum Einsatz eines Viertaktmotors einen Lizenzvertrag mit VW für einen Viertaktmotor, der ab 1988 im Wartburg und wenig später auch im Trabant eingebaut wurde.

### Auswirkungen auf andere Pkw-Entwicklungen
Die Fokussierung auf das RGW-Auto beendete alternative Entwicklungsvorhaben der betroffenen Hersteller: In der Tschechoslowakei hatten Ingenieure bereits in Eigenregie den Mittelklassewagen Škoda 720 (Škoda 1200/1500) mit Frontmotor und Hinterradantrieb entwickelt. Am Ende wurde dieser Mittelklasse-Pkw nicht produziert, da das benötigte Škoda-Werk in Bratislava erst nach einigen Jahren fertig errichtet wäre und dann eine Produktion dort wiederum mit einem veralteten Škoda 720 gestartet wäre. Die im Januar 1970 begonnenen Planungen für das RGW-Auto waren in der DDR wiederum Anlass für den Abbruch der Arbeiten am Trabant P603, der als Nachfolger für den P601 geplant war. In Eisenach wurde seit den 1960er Jahren ein Viertaktmotor mit vier Zylindern und einem Hubraum von 1600 cm³ entwickelt. Der Motor war 1972 fertig, wurde aber nie in Serie produziert. Auch weitere Vorhaben des DDR-Automobilbaus wurden wegen der Priorisierung des RGW-Autos gestoppt, um verfügbare Ressourcen zu bündeln, darunter der Barkas B 1100, das Multicar 23 und die Entwicklung eines Nachfolgers für den Robur LO.

## Entwicklung und Prototypen in den einzelnen Ländern

### DDR

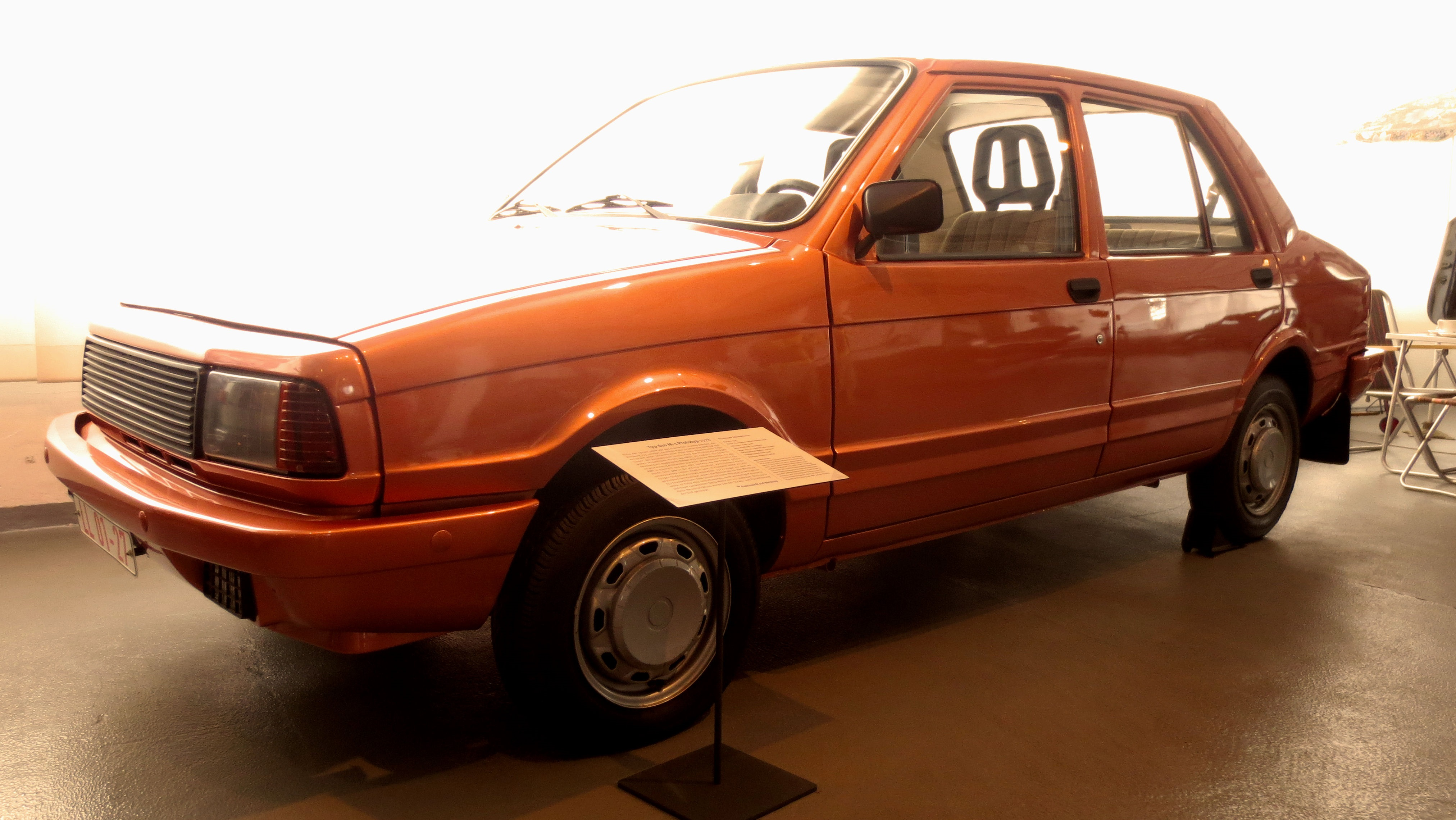
Prototyp 610M1 von 1978 aus der DDR

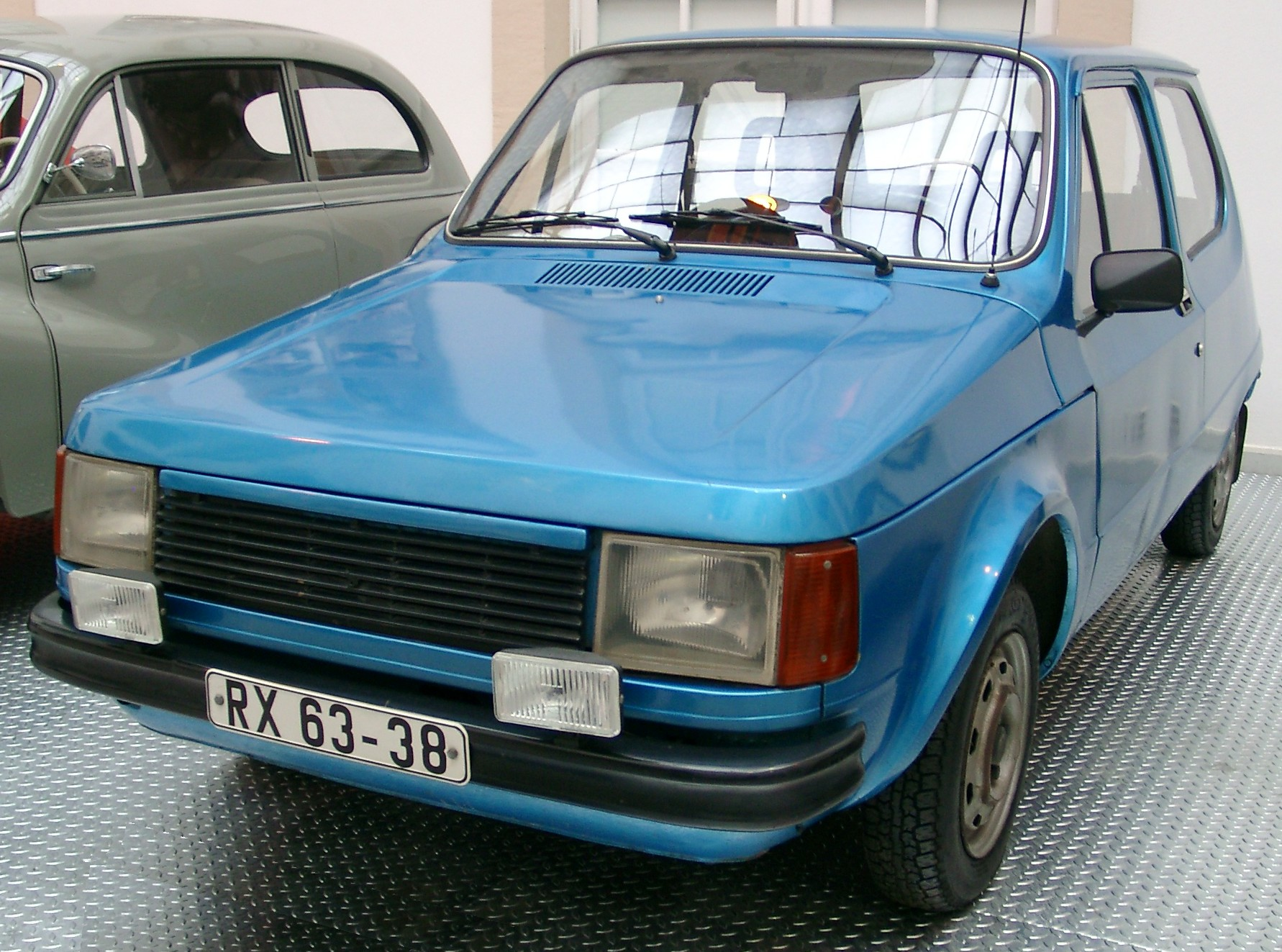
Prototyp Trabant P1100 (P610) aus der DDR

Mit Beginn der 1970er Jahre drang die SED-Führung bezüglich der Automobilfertigung verstärkt auf eine Zusammenarbeit zwischen den RGW-Partnerländern. Politische Vorstöße in diese Richtung hatte es bereits Anfang der 1960er Jahre gegeben. In der DDR existierten 1966 Funktionsmuster des Trabant 603, dessen Entwicklung auf Weisung des Politbüros eingestellt wurde, um die verfügbaren Kapazitäten dem P760-Projekt zur Verfügung zu stellen.
Für den geplanten neuen Trabant sollte Škoda einen Motor mit 1,1 Liter Hubraum zur Verfügung stellen. Beim Wartburg sollte ein Motor mit 1,3 Liter Hubraum verbaut werden.
Seit Januar 1970 wurden Pläne für dieses Fahrzeug ausgearbeitet. Schließlich wurden vom Trabant P760 ab 1970 vier Funktionsmuster gebaut, die ab 1972 erprobt wurden. 1973 wurde Wartburg aus dem Projekt von der DDR-Regierung ausgeschlossen, da dort Prototypen erst verspätet (1974) fertiggestellt wurden. Nunmehr arbeiteten die Entwickler vom Trabant nur noch mit Škoda zusammen.
Der Wartburg-Prototyp 360 von 1974 besaß eine selbsttragende Karosserie und einen Motor, beides von Škoda. Die weitere Entwicklung musste beendet und der einzige Prototyp zerstört werden. 1978 wurde die Entwicklung wiederum mit dem Typ 610M aufgenommen. In dem Fall wurde erneut eine selbsttragende Karosserie, bekannt vom Škoda 105/120, benutzt. Der Motor vom rumänischen Dacia 1300 (Lizenzbau des Renault 12) war längs eingebaut.

### Tschechoslowakei
Auch in der Tschechoslowakei begannen die Planungen 1970, erste Prototypen wurden 1972 fertiggestellt. Die Karosserien und deren Gestaltung stammen von Giorgio Giugiaro. Dafür wurden 10 Millionen Tschechoslowakische Kronen bezahlt. Bei Škoda entstanden folgende Prototypen:
| Typ          | Baujahr | Karosserie | Motorisierung | Antrieb                | Verbleib                    |
| ------------ | ------- | --- | ------------- | ---------------------- | --------------------------- |
| Škoda 760    | 1972/73 | viertürige Limousine | 1091 cm³      | Frontantrieb           | Škoda Muzeum                |
| Škoda 761    | 1976    | zweitürige Schräghecklimousine                                                                                          | 1091 cm³      | Frontantrieb           | unbekannt                   |
| Škoda 761    | 1978    | zweitürige Schräghecklimousine                                                                                          | 1276 cm³      | Frontantrieb           | Automuseum in Čerčany       |
| Škoda 762    | 1975    | viertürige Limousine | 1276 cm³      | Heckantrieb            | unbekannt                   |
| Škoda 762    | 1977    | viertürige Limousine | 1478 cm³      | Heckantrieb            | Škoda Muzeum                |
| Škoda 762 P1 | 1979    | viertürige Limousine | 1478 cm³      | Heckantrieb            | Škoda Muzeum                |
| Škoda 762 P2 | 1980    | viertürige Kombilimousine                                                                                               | 1276 cm³      | Heckantrieb/Frontmotor | unbekannt                   |
| Škoda 762 B  | 1979    | viertürige Limousine | 1478 cm³      | Frontantrieb           | unbekannt                   |
| Škoda 763    | 1977    | dreitüriges Coupé aus Kvasiny                                                                                           | 1478 cm³      | Heckantrieb            | Škoda Muzeum                |
| Škoda 764    | 1977    | fünftüriger Kombi | 1478 cm³      | Heckantrieb            | Škoda Muzeum                |
| Škoda 764    | 1977    | fünftüriger Kombi | 1771 cm³      | Heckantrieb            | unbekannt                   |
| Škoda 765    | 1977    | fünftüriger Kombi, einer aus Vrchlabí mit verlängertem Radstand für Krankenwagenaufbauten als Nachfolger des Škoda 1203 | 1478 cm³      | Heckantrieb            | unbekannt                   |
| Škoda 765    | 1977    | fünftüriger Kombi, einer aus Vrchlabí mit verlängertem Radstand für Krankenwagenaufbauten als Nachfolger des Škoda 1203 | 1498 cm³      | Heckantrieb            | Technisches Museum in Brünn |

Da sich das Gemeinschaftsprojekt als nicht zielführend zeigte, entwickelte Škoda auf Basis des 100/110 von 1969 ab 1972 parallel den Škoda 105/120. Dieser wurde 1976 vorgestellt und sicherte durch Einhaltung der ECE-Regelungen den Export in nichtsozialistische Staaten sowie die Devisenbeschaffung. Das Fahrzeug übernahm viele Elemente der Prototypen 720 und 760.

Prototypen im Depot des Škoda Muzeum
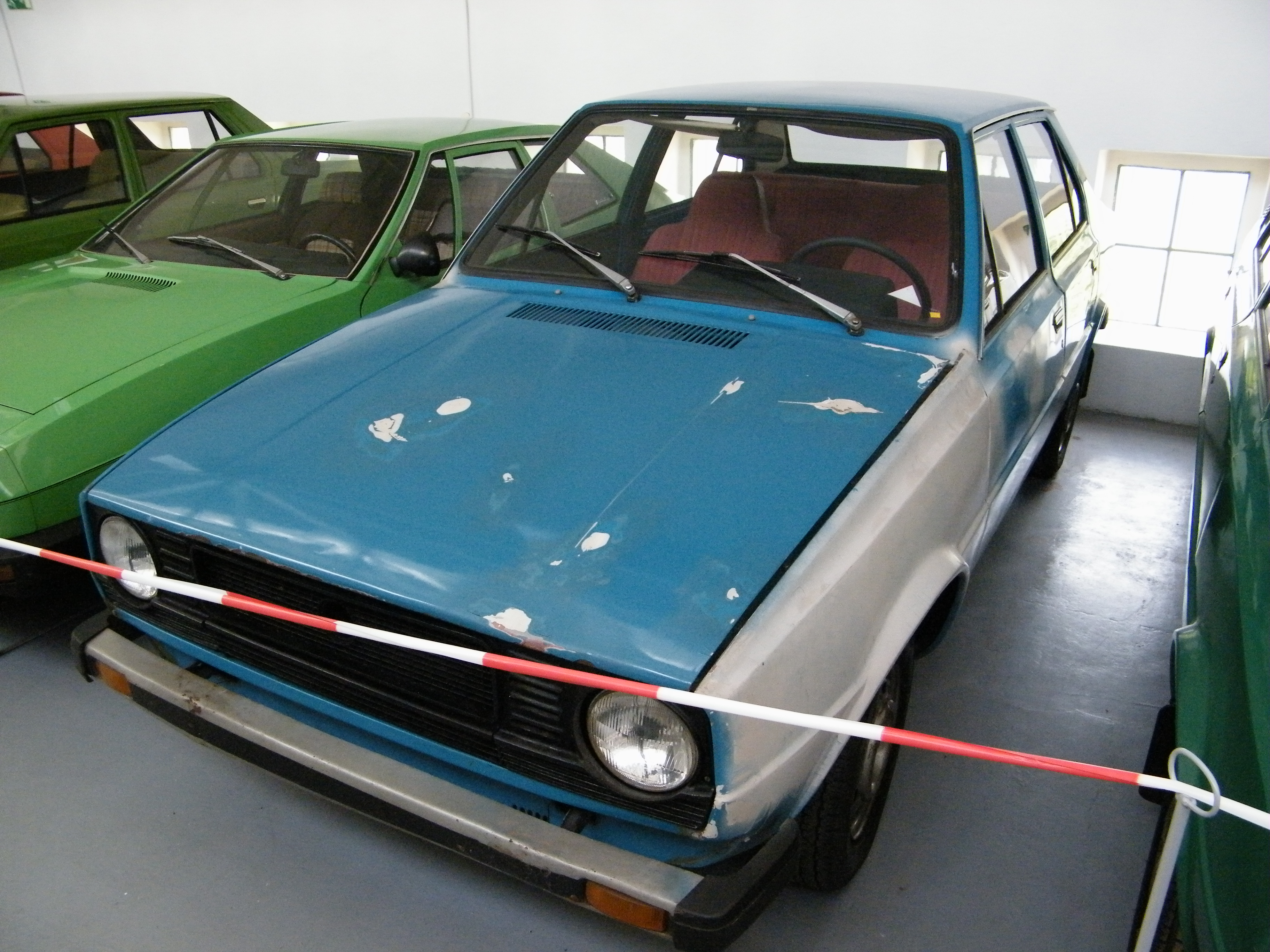
Škoda Prototyp 762
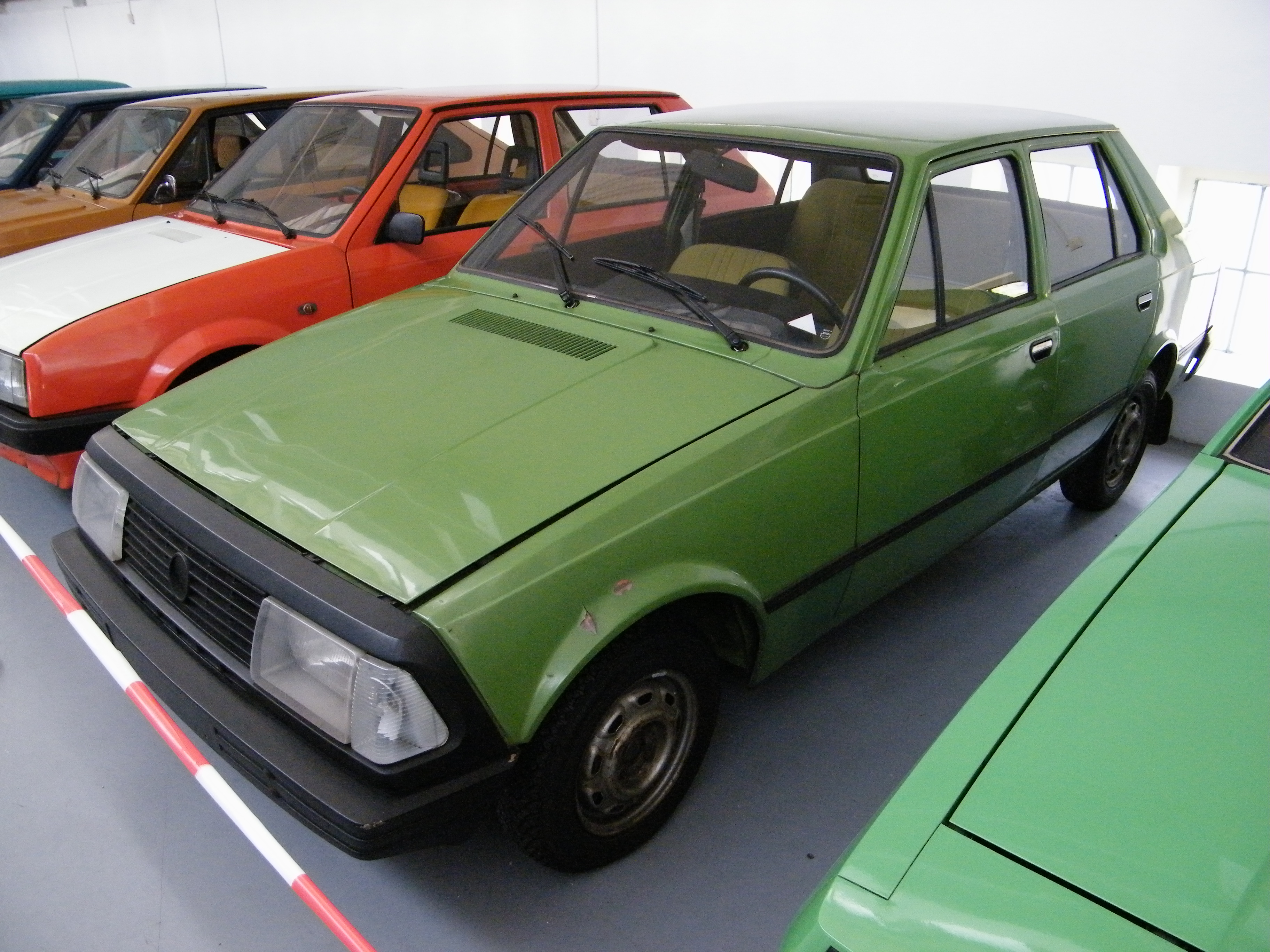
Škoda Prototyp 762
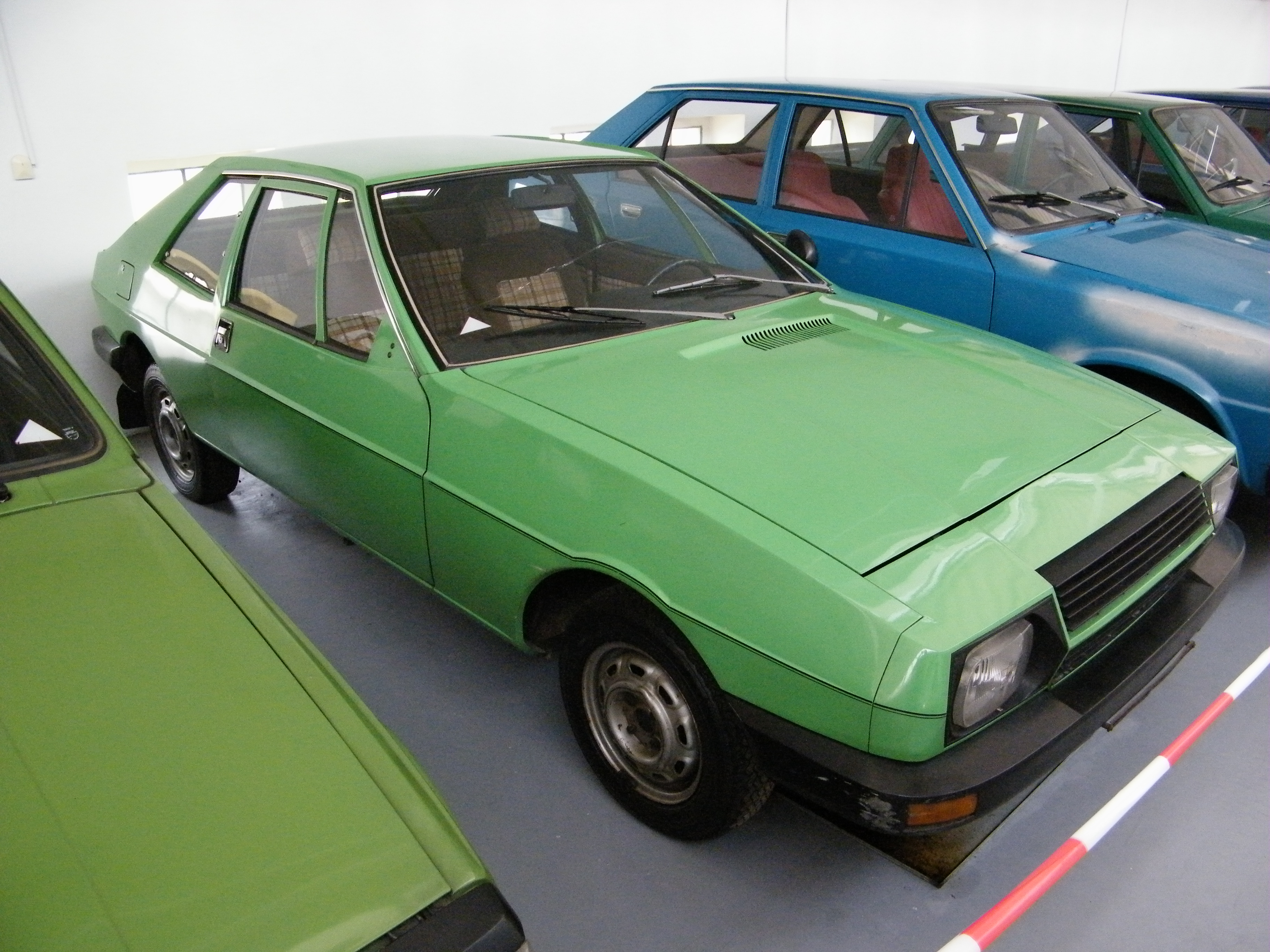
Škoda Prototyp 763
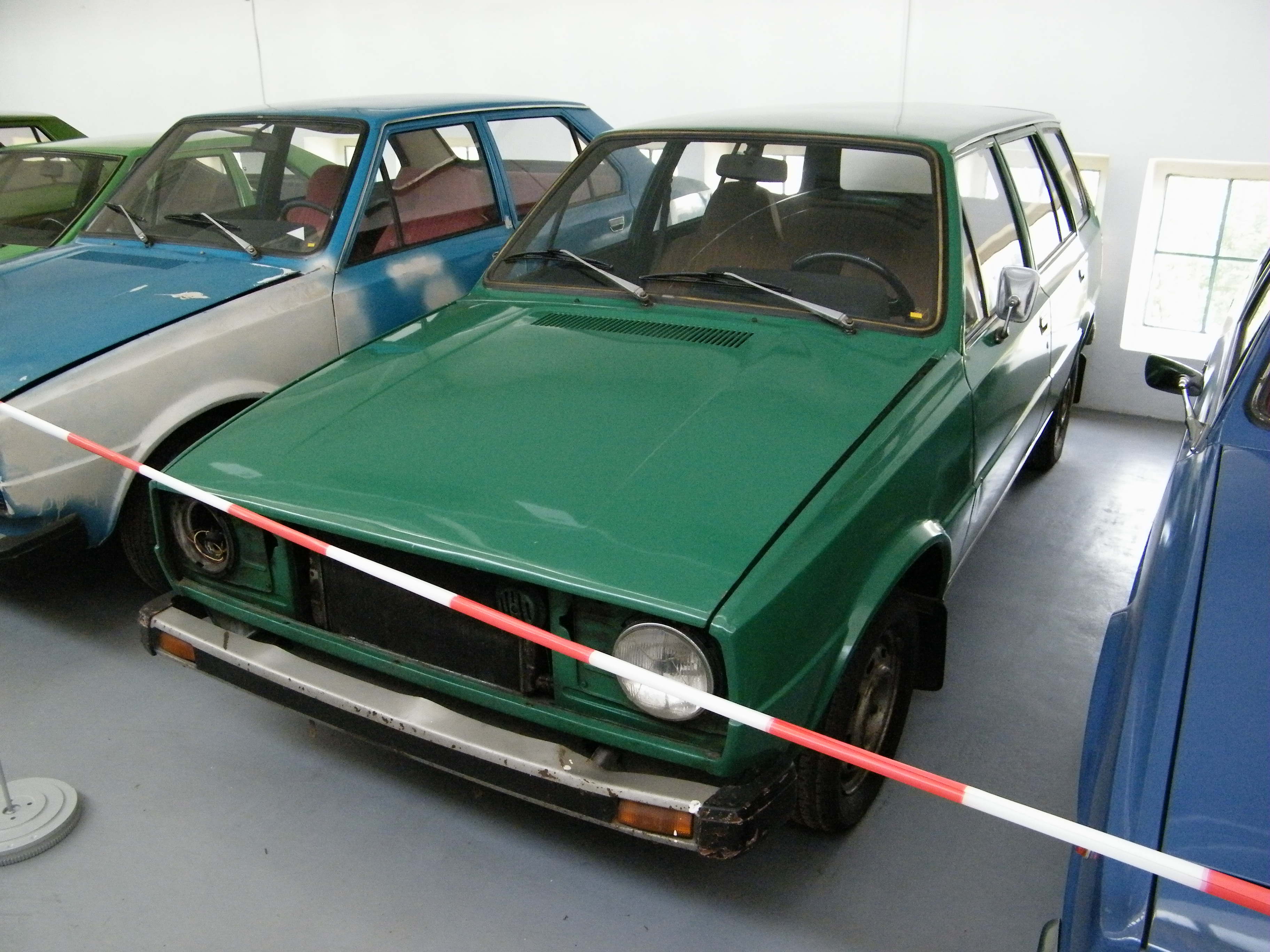
Škoda Prototyp 764